# Service de renseignement général (Soudan)
Le Service de renseignement général (anglais : General Intelligence Service), abrégé de l'anglais GIS et anciennement (anglais : National Intelligence and Security Service ; arabe : جهاز الأمن والمخابرات الوطني السوداني, Jihaaz Al Amn Al Watani Wal Mukhaabaraat ; NISS) est le service de renseignement du gouvernement fédéral du Soudan, couvrant à la fois l'intérieur et l'extérieur, mais qui constitue aussi une police politique. Le NISS est une institution très puissante, et jouit de très larges prérogatives fondé sur les National Security Acts de 1999 et 2010,,
De 2004 à 2009, le NISS était dirigé par Salah Gosh avant que ce dernier ne soit remplacé par son adjoint Mohammed Atta al-Moula.
Le NISS contrôlerait directement les Forces de soutien rapide (FSR).